# Тарнув (Гожовський повіт)
Тарнув (пол. Tarnów, нім. Tornow) — село в Польщі, у гміні Любішин Гожовського повіту Любуського воєводства.
Населення — 350 осіб (2011).

## Демографія
Демографічна структура станом на 31 березня 2011 року:
|          | Загалом | Допрацездатний вік | Працездатний вік | Постпрацездатний вік |
| -------- | ------- | ------------------ | ---------------- | -------------------- |
| Чоловіки | 171     | 29                 | 131              | 11                   |
| Жінки    | 179     | 34                 | 108              | 37                   |
| Разом    | 350     | 63                 | 239              | 48                   |